# Darren Morgan
Darren Morgan, född 3 maj 1966 i Newport, Wales, är en walesisk före detta professionell snookerspelare.
Morgan vann 1987 både världsmästerskapen i snooker för amatörer, och de walesiska amatörmästerskapen, och blev professionell året därpå. Han gjorde inget större väsen av sig under den första säsongen som professionell, men lyckades i alla fall vinna inbjudningsturneringen Pontins Professional i slutet av säsongen.
Sina största framgångar nådde Morgan i mitten av 1990-talet: Han gick till semifinal i VM 1994 och vann inbjudningsturneringen Irish Masters 1996. Trots att han under två säsonger nådde så högt som plats 8 på världsrankingen, lyckades han dock aldrig vinna någon rankingturnering. Han nådde dock två rankingfinaler: Welsh Open 1992 och Asian Open 1993. Under sin karriär åstadkom Morgan sammanlagt 111 centuries, vilket placerar honom på en 25:e plats i världsstatistiken (april 2009).
När lagtävlingen Nations Cup anordnades några gånger kring millennieskiftet, hade Morgan stor del i att det walesiska laget med honom själv, Mark Williams, Matthew Stevens och Dominic Dale vann tävlingen 1999 och gick till final året därpå. Med undantag för ytterligare en vinst i Pontins Professional, har Morgan dock inte åstadkommit några nämnvärda resultat efter det, och efter att ha ramlat ur den professionella touren 2005, avslutade Morgan sin professionella karriär. Han fortsätter dock att spela på amatörnivå, och vann bland annat European Masters 2007. År 2011 deltog han för första gången i Senior-VM, och vann turneringen efter att ha slagit bland annat Cliff Thorburn, Jimmy White och Steve Davis.

## Titlar
- Irish Masters - 1996
- Welsh Professional Championship - 1990, 1991
- Pontins Professional - 1989, 2000
- Nations Cup (med Wales) - 1999
- Senior-VM i snooker - 2011